# Будо-Литки
Бу́до-Ли́тки (укр. Будо-Літки) — село на Украине, основано в 1665 году, находится в Лугинском районе Житомирской области.
Код КОАТУУ — 1822880801. Население по переписи 2001 года составляет 218 человек. Почтовый индекс — 11342. Телефонный код — 4161. Занимает площадь 0,95 км².

## Адрес местного совета
11342, Житомирская область, Лугинский р-н, с. Буда-Литки, ул. Центральная, 26